# Тяньчжоу
Тяньчжоу (кит. трад. 天舟, пиньинь Tiānzhōu, палл. Тяньчжоу, буквально: «Небесный корабль») или Tianzhou или TZ — китайский беспилотный грузовой космический корабль, разработанный на основе целевого модуля «Тяньгун-1» для доставки грузов на космическую лабораторию «Тяньгун-2», а позднее — на орбитальную станцию «Тяньгун». Запуск осуществляется с помощью ракеты-носителя «Чанчжэн-7» с космодрома Вэньчан.
Корабли «Тяньчжоу», отправляемые к многомодульной станции «Тяньгун», являются кораблями снабжения для экипажей пилотируемых кораблей «Шэньчжоу» с номером на 10 больше: «Тяньчжоу-2» — для «Шэньчжоу-12», «Тяньчжоу-3» — для «Шэньчжоу-13» и т. д.
Сравнение с грузовыми кораблями других стран (см. ниже) показывает, что «Тяньчжоу» имеет наибольшую грузоподъёмность (6,5 тонн) из эксплуатируемых на начало 2020-х годов грузовых кораблей, хотя ранее в СССР и у ЕКА существовали и более мощные корабли. Но в отличие от американских грузовиков Dragon, «Тяньчжоу» неспособен к возврату полезной нагрузки на Землю, так как в нём отсутствует возвращаемая капсула.
Генеральным конструктором корабля является Бай Миншэн (кит. 白明生), который ранее был также заместителем главного конструктора космических кораблей серии «Шэньчжоу».

## Список запусков
| Миссия              | Запуск (UTC)                                                                                     | Ракета- носитель | Космодром, площадка | Стыковка (UTC)                    | Станция, узел       | Отстыковка (UTC) | Сход с орбиты, посадка (UTC)     |
| ------------------- | ------------------------------------------------------------------------------------------------ | ---------------- | ------------------- | --------------------------------- | ------------------- | ---------------- | -------------------------------- |
| Тяньчжоу-1          | 20.04.2017 11:41                                                                                 | Чанчжэн-7        | Вэньчан LC-2        | 22.04.2017                        | Тяньгун-2           | 19.06.2017       | 22.09.2017 (Сход с орбиты 10:00) |
| Тяньчжоу-1          | 20.04.2017 11:41                                                                                 | Чанчжэн-7        | Вэньчан LC-2        | 19.06.2017                        | Тяньгун-2           | 21.06.2017       | 22.09.2017 (Сход с орбиты 10:00) |
| Тяньчжоу-1          | 20.04.2017 11:41                                                                                 | Чанчжэн-7        | Вэньчан LC-2        | 12.09.2017                        | Тяньгун-2           | 17.09.2017       | 22.09.2017 (Сход с орбиты 10:00) |
| Тяньчжоу-1          | Первый полёт корабля серии «Тяньчжоу». Первый полёт грузового корабля к лаборатории «Тяньгун-2». |                  |                     |                                   |                     |                  |                                  |
| Тяньчжоу-2          | 29.05.2021 12:55:29                                                                              | Чанчжэн-7        | Вэньчан LC-2        | 29.05.2021 21:0118.09.2021 ~06:00 | Тяньхэ              | 27.03.2022       | 31.03.2022                       |
| Тяньчжоу-2          | Первый полёт грузового корабля к базовому модулю китайской космической станции «Тяньгун».        |                  |                     |                                   |                     |                  |                                  |
| Тяньчжоу-3          | 20.09.2021 07:10:11                                                                              | Чанчжэн-7        | Вэньчан LC-2        | 20.09.2021 14:08                  | Тяньхэ, кормовой СУ | 20.04.2022       | 27.07.2022                       |
| Тяньчжоу-3          | 20.09.2021 07:10:11                                                                              | Чанчжэн-7        | Вэньчан LC-2        | 20.04.2022                        | Тяньхэ, передний СУ | 17.07.2022       | 27.07.2022                       |
| Тяньчжоу-3          | Второй полёт грузового корабля к базовому модулю китайской космической станции «Тяньгун».        |                  |                     |                                   |                     |                  |                                  |
| Тяньчжоу-4          | 9.05.2022 17:56:37                                                                               | Чанчжэн-7        | Вэньчан LC-2        | 10.05.2022 00:54                  | Тяньхэ, кормовой СУ | 9.11.2022        | 14.11.2022                       |
| Тяньчжоу-4          | Третий полёт грузового корабля к базовому модулю китайской космической станции «Тяньгун».        |                  |                     |                                   |                     |                  |                                  |
| Тяньчжоу-5          | 12.11.2022                                                                                       | Чанчжэн-7        | Вэньчан LC-2        | 12.11.2022                        | Тяньхэ              | 5.05.2023, 07:26 | 12.09.2023 (план)                |
| Тяньчжоу-5          | 12.11.2022                                                                                       | Чанчжэн-7        | Вэньчан LC-2        | 06.2023                           |                     | 11.09.2023       | 12.09.2023 (план)                |
| Тяньчжоу-5          | Четвёртый полёт грузового корабля к китайской космической станции «Тяньгун».                     |                  |                     |                                   |                     |                  |                                  |
| Тяньчжоу-6          | 10 мая 2023                                                                                      | Чанчжэн-7        | Вэньчан LC-2        | 10.05.2023                        | Тяньхэ              | —                | —                                |
| Тяньчжоу-6          | Пятый полёт грузового корабля к китайской многомодульной космической станции «Тяньгун».          |                  |                     |                                   |                     |                  |                                  |
| Тяньчжоу-7          | 17 января 2024                                                                                   | Чанчжэн-7        | Вэньчан LC-2        | 17.01.2024                        | Тяньхэ              | —                | —                                |
| Тяньчжоу-7          | Шестой полёт грузового корабля к китайской многомодульной космической станции «Тяньгун».         |                  |                     |                                   |                     |                  |                                  |
| Тяньчжоу-8          | 15 ноября 2024                                                                                   | Чанчжэн-7        | Вэньчан LC-2        |                                   | Тяньхэ              | —                | —                                |
| Тяньчжоу-8          | Седьмой полёт грузового корабля к китайской многомодульной космической станции «Тяньгун».        |                  |                     |                                   |                     |                  |                                  |
| Тяньчжоу-9          | 14 июля 2025                                                                                     | Чанчжэн-7        | Вэньчан LC-2        |                                   | Тяньхэ              | —                | —                                |
| Тяньчжоу-9          | Восьмой полёт грузового корабля к китайской многомодульной космической станции «Тяньгун».        |                  |                     |                                   |                     |                  |                                  |
| Планируемые запуски |                                                                                                  |                  |                     |                                   |                     |                  |                                  |
| Тяньчжоу-10         | 2026                                                                                             | Чанчжэн-7        | Вэньчан LC-2        | —                                 | Тяньхэ              | —                | —                                |
| Тяньчжоу-10         | Девятый полёт грузового корабля к китайской многомодульной космической станции «Тяньгун».        |                  |                     |                                   |                     |                  |                                  |

## Сравнение с аналогичными проектами
| Сравнение характеристик беспилотных грузовых космических кораблей | Сравнение характеристик беспилотных грузовых космических кораблей | Сравнение характеристик беспилотных грузовых космических кораблей                                                                    | Сравнение характеристик беспилотных грузовых космических кораблей | Сравнение характеристик беспилотных грузовых космических кораблей | Сравнение характеристик беспилотных грузовых космических кораблей                                                                       | Сравнение характеристик беспилотных грузовых космических кораблей | Сравнение характеристик беспилотных грузовых космических кораблей                               | Сравнение характеристик беспилотных грузовых космических кораблей                                                    |
| Название                                                          | ТКС | Прогресс | ATV                                                               | HTV                                                               | Dragon | Dragon 2 | Cygnus                                                                                          | Тяньчжоу (天舟) |
| Разработчик                                                       | ОКБ-52 | > РКК «Энергия» | ЕКА                                                               | JAXA                                                              | SpaceX | SpaceX | Northrop Grumman                                                                                | CNSA |
| ----------------------------------------------------------------- | --- | --- | ----------------------------------------------------------------- | ----------------------------------------------------------------- | --- | --- | ----------------------------------------------------------------------------------------------- | --- |
| Внешний вид                                                       | | |                                                                   |                                                                   | | |                                                                                                 | |
| Первый полёт                                                      | 15 декабря 1976 | 20 января 1978 | 9 марта 2008                                                      | 10 сентября 2009                                                  | 8 декабря 2010 | 6 декабря 2020 | 18 сентября 2013                                                                                | 20 апреля 2017 |
| Последний полёт                                                   | 27 сентября 1985 (полёты прекращены) | 23 августа 2023 (Прогресс МС) | 29 июля 2014 (полёты прекращены)                                  | 20 мая 2020 (полёты стандартной версии прекращены)                | 7 марта 2020 (полёты прекращены) | 21 марта 2024 | 30 января 2024                                                                                  | 17 января 2024 |
| Всего полётов (неудачных)                                         | 8 | 177 (3 из-за ракеты-носителя) | 5                                                                 | 9                                                                 | 22 (1 из-за ракеты-носителя) | 10 | 21 (1 из-за ракеты-носителя)                                                                    | 7 |
| Габариты                                                          | 13,2 м длина 4,1 м ширина 49,88 м³ объём | 7,48—7,2 м длина 2,72 м ширина 7,6 м³ объём                                                                                          | 10,7 м длина 4,5 м ширина 48 м³ объём                             | 10 м длина 4,4 м ширина 14 м³ объём (герметичный)                 | 7,2 м длина 3,66 м ширина 11 м³ объём (герметичный), 14—34 м³ объём (не герметичный)                                                    | 8,1 м длина 4,0 м ширина 9,3 м³ объём (герметичный), 37 м³ объём (не герметичный) | 5,14—6,25 м длина 3,07 м ширина 18,9—27 м³ объём                                                | 9 м длина 3,35 м ширина 15 м³ объём                                                                                  |
| Многоразовость                                                    | да, частичная | нет | нет                                                               | нет                                                               | да, частичная | да, частичная | нет                                                                                             | нет |
| Масса, кг                                                         | 21 620 кг (стартовая) | 7150 кг (стартовая) | 20 700 кг (стартовая)                                             | 10 500 кг (сухая) 16 500 кг (стартовая)                           | 4200 кг (сухая) 7100 кг (стартовая) | 6400 кг (сухая) 12 000 кг (стартовая) | 1500 кг (сухая) 1800 кг (сухая, улучшенный)                                                     | 13 500 кг (стартовая)                                                                                                |
| Полезная нагрузка, кг                                             | 5200 кг | 2500 кг (Прогресс МС) | 7670 кг                                                           | 6200 кг                                                           | 3310 кг | 6000 кг | 2000 3500 кг (улучшенный)                                                                       | 6500 / 7400 (с «6»-го) кг                                                                                            |
| Возвращение груза, кг                                             | 500 кг | утилизация | утилизация / до 6500 кг                                           | утилизация                                                        | до 2500 кг | до 3300 кг | утилизация 1200 кг                                                                              | утилизация |
| Время полёта в составе ОС                                         | до 90 суток | до 180 суток | до 190 суток                                                      | до 30 суток                                                       | до 38 суток | до 720 суток | до 720 суток                                                                                    | — |
| Время полёта до стыковки                                          | до 4 суток | до 4 суток | —                                                                 | до 4,5 суток                                                      | — | до 2 суток | до 2 суток                                                                                      | — |
| Ракета-носитель                                                   | - Протон-K | - Союз-У (Союз-У2) - Союз-ФГ - Союз-2.1а                                                                                             | - Ариан-5 ES                                                      | - H-IIB                                                           | - Falcon 9 | - Falcon 9 | - Антарес - Атлас-5 401 - Falcon 9                                                              | - Чанчжэн-7 |
| Описание                                                          | Доставка грузов на орбитальную станцию «Алмаз». В виде автоматического грузового корабля стыковался к орбитальным станциям «Салют». Первоначально разрабатывался как пилотируемый корабль. | Применяется для снабжения МКС, корректировки орбиты МКС. Первоначально использовался для советских и российских космических станций. | Использовался для снабжения МКС, корректировки орбиты МКС.        | Используется для снабжения МКС.                                   | Частный частично многоразовый космический корабль, в рамках программы COTS, предназначенный для доставки и возвращения полезного груза. | Частный частично многоразовый космический корабль, в рамках программы COTS, предназначенный для доставки и возвращения полезного груза. Новое поколение грузовых космических кораблей. | Частный космический корабль снабжения, в рамках программы COTS. Предназначен для снабжения МКС. | Доставка грузов к орбитальным станциям «Тяньгун-2» и «Тяньгун». Создан на основе космической лаборатории «Тяньгун-2» |